# Temporada 1983-84 de l'NBA
La temporada 1983-84 de l'NBA fou la 38a en la història de l'NBA. Boston Celtics fou el campió després de guanyar a Los Angeles Lakers per 4-3.

## Classificacions

### Conferència Est
| Equip              | V  | D  | %V   | P  |
| ------------------ | -- | -- | ---- | -- |
| Boston Celtics C   | 62 | 20 | ,756 | -  |
| Philadelphia 76ers | 52 | 30 | ,634 | 10 |
| New York Knicks    | 47 | 35 | ,573 | 15 |
| New Jersey Nets    | 45 | 37 | ,549 | 17 |
| Washington Bullets | 35 | 47 | ,427 | 27 |

| Equip               | V  | D  | %V   | P  |
| ------------------- | -- | -- | ---- | -- |
| Milwaukee Bucks     | 50 | 32 | ,610 | -  |
| Detroit Pistons     | 49 | 33 | ,598 | 1  |
| Atlanta Hawks       | 40 | 42 | ,488 | 10 |
| Cleveland Cavaliers | 28 | 54 | ,341 | 22 |
| Chicago Bulls       | 27 | 55 | ,329 | 23 |
| Indiana Pacers      | 26 | 56 | ,317 | 24 |

### Conferència Oest
| Equip             | V  | D  | %V   | P  |
| ----------------- | -- | -- | ---- | -- |
| Utah Jazz         | 45 | 37 | ,549 | -  |
| Dallas Mavericks  | 43 | 39 | ,524 | 2  |
| Denver Nuggets    | 38 | 44 | ,463 | 7  |
| Kansas City Kings | 38 | 44 | ,463 | 7  |
| San Antonio Spurs | 37 | 45 | ,451 | 8  |
| Houston Rockets   | 29 | 53 | ,354 | 16 |

| Equip                  | V  | D  | %V   | P  |
| ---------------------- | -- | -- | ---- | -- |
| Los Angeles Lakers     | 54 | 28 | ,659 | -  |
| Portland Trail Blazers | 48 | 34 | ,585 | 6  |
| Seattle SuperSonics    | 42 | 40 | ,512 | 12 |
| Phoenix Suns           | 41 | 41 | ,500 | 13 |
| Golden State Warriors  | 37 | 45 | ,451 | 17 |
| San Diego Clippers     | 30 | 52 | ,366 | 24 |

* V: Victòries
* D: Derrotes
* %V: Percentatge de victòries
* P: Diferència de partits respecte al primer lloc
* C: Campió

## Estadístiques
| Categoria                   | Jugador          | Equip              | Mitjana/% |
| --------------------------- | ---------------- | ------------------ | --------- |
| Punts per partit            | Adrian Dantley   | Utah Jazz          | 30,6      |
| Rebots per partit           | Moses Malone     | Philadelphia 76ers | 13,4      |
| Assistències per partit     | Magic Johnson    | Los Angeles Lakers | 13,1      |
| Robatoris per partit        | Rickey Green     | Utah Jazz          | 2,7       |
| Taps per partit             | Mark Eaton       | Utah Jazz          | 4,3       |
| Percentatge de tirs de camp | Artis Gilmore    | San Antonio Spurs  | 63,1      |
| Percentatge de tirs lliures | Larry Bird       | Boston Celtics     | 88,8      |
| Percentatge de triples      | Darrell Griffith | Utah Jazz          | 36,1      |

## Premis
- MVP de la temporada
  -  Larry Bird (Boston Celtics)

- Rookie de l'any
  -  Ralph Sampson (Houston Rockets)

- Millor defensor
  -  Sidney Moncrief (Milwaukee Bucks)

- Millor sisè home
  -  Kevin McHale (Boston Celtics)

- Entrenador de l'any
  -  Frank Layden (Utah Jazz)

- Primer quintet de la temporada
  - Larry Bird, Boston Celtics
  - Bernard King, New York Knicks
  - Kareem Abdul-Jabbar, Los Angeles Lakers
  - Isiah Thomas, Detroit Pistons
  - Magic Johnson, Los Angeles Lakers

- Segon quintet de la temporada
  - Adrian Dantley, Utah Jazz
  - Julius Erving, Philadelphia 76ers
  - Moses Malone, Philadelphia 76ers
  - Sidney Moncrief, Milwaukee Bucks
  - Jim Paxson, Portland Trail Blazers

- Millor quintet de rookies
  - Steve Stipanovich, Indiana Pacers
  - Ralph Sampson, Houston Rockets
  - Darrell Walker, New York Knicks
  - Jeff Malone, Washington Bullets
  - Thurl Bailey, Utah Jazz
  - Byron Scott, Los Angeles Lakers

- Primer quintet defensiu
  - Bobby Jones, Philadelphia 76ers
  - Michael Cooper, Los Angeles Lakers
  - Wayne Rollins, Atlanta Hawks
  - Maurice Cheeks, Philadelphia 76ers
  - Sidney Moncrief, Milwaukee Bucks

- Segon quintet defensiu
  - Larry Bird, Boston Celtics
  - Dan Roundfield, Atlanta Hawks
  - Kareem Abdul-Jabbar, Los Angeles Lakers
  - Dennis Johnson, Boston Celtics
  - T. R. Dunn, Denver Nuggets